# Герхард Ганаппі (стадіон)
«Герхард-Ганаппі-Штадіон» (стадіон Герхарда Ганаппі, нім. Gerhard-Hanappi-Stadion), до 1980 — «Вестштадіон» (нім. Weststadion) — колишній футбольний стадіон у Відні, був домашньою ареною віденського «Рапіда».

## Історія
Стадіон було збудовано 1977 року на замовлення міської влади Відня. Нова футбольна арена була розрахована на 19 600 глядачів та стала домашнім стадіоном віденського «Рапіда», змінивши у цій якості застарілий стадіон «Пфаррвізе» (нім. Pfarrwiese). Архітектором футбольної арени став Герхард Ганаппі, який у 1950-х та першій половині 1960-х років захищав кольори «Рапіда» як футболіст, був одним з найвидатніших гравців команди та її багаторічним капітаном.
Офіційне відкриття стадіону, який отримав назву «Вестштадіон», відбулося 10 травня 1977 року грою «Рапіда» проти команди «Магна».
1980 року, після передчасної смерті Герхарда Ганаппі, арену було перейменовано на його честь.
Протягом 2001—2003 років на стадіоні Герхарда Ганаппі було проведено масштабну реконструкцію, яка зокрема включала встановлення даху над усіма трибунами стадіону, модернізацію освітлення та аудіосистеми арени, будівництво додаткових роздягалень для молодіжних команд. Також на прилеглих до чаші стадіону землях з'явилося нове тренувальне поле та паркувальний комплекс на 400 автомобілів. Відкриття реконструйованого стадіону відбулося ще до повного завершення робіт на прилеглих територіях, 27 жовтня 2002 року, матчем «Рапіда» у «віденському дербі» проти «Аустрії». В результаті реконструкції місткість стадіону було зменшено з 19,6 до 17,5 тисяч глядачів.
З моменту завершення масштабної реконструкції у 2003 році на стадіоні було реалізовано низку проектів з подальшої його модернізації — було встановлено системи підігріву газону та відеоспостереження, а також нове кольорове табло площею 25 м². 
Стадіон закритий 2014 року та знесений у 2015 році. 2016 року на його місці відкрито «Альянцштадіон». Під час будівництва нового стадіону домашні матчі «Рапід» тимчасово приймав на «Ернст-Гаппель-Штадіоні».

## Цікаві факти
- Усталеною неофіційною назвою стадіону серед вболівальників «Рапіда» є «Святий Ганаппі» (нім. Sankt Hanappi), яка відповідає дивізу вболівальницького руху клубу: «Рапід» — наша релігія (нім. Rapid ist uns're Religion).

## Галерея

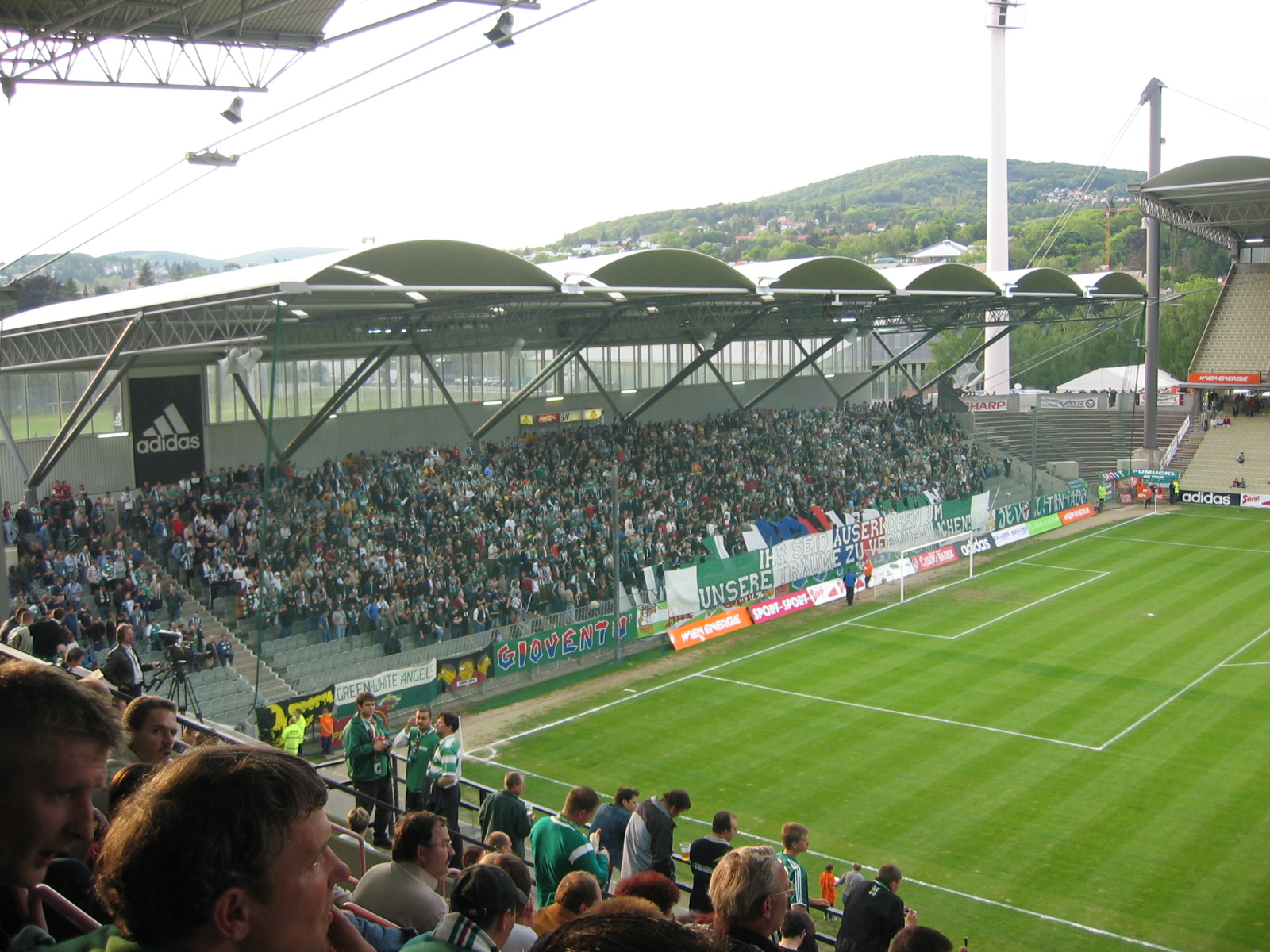
Західна трибуна
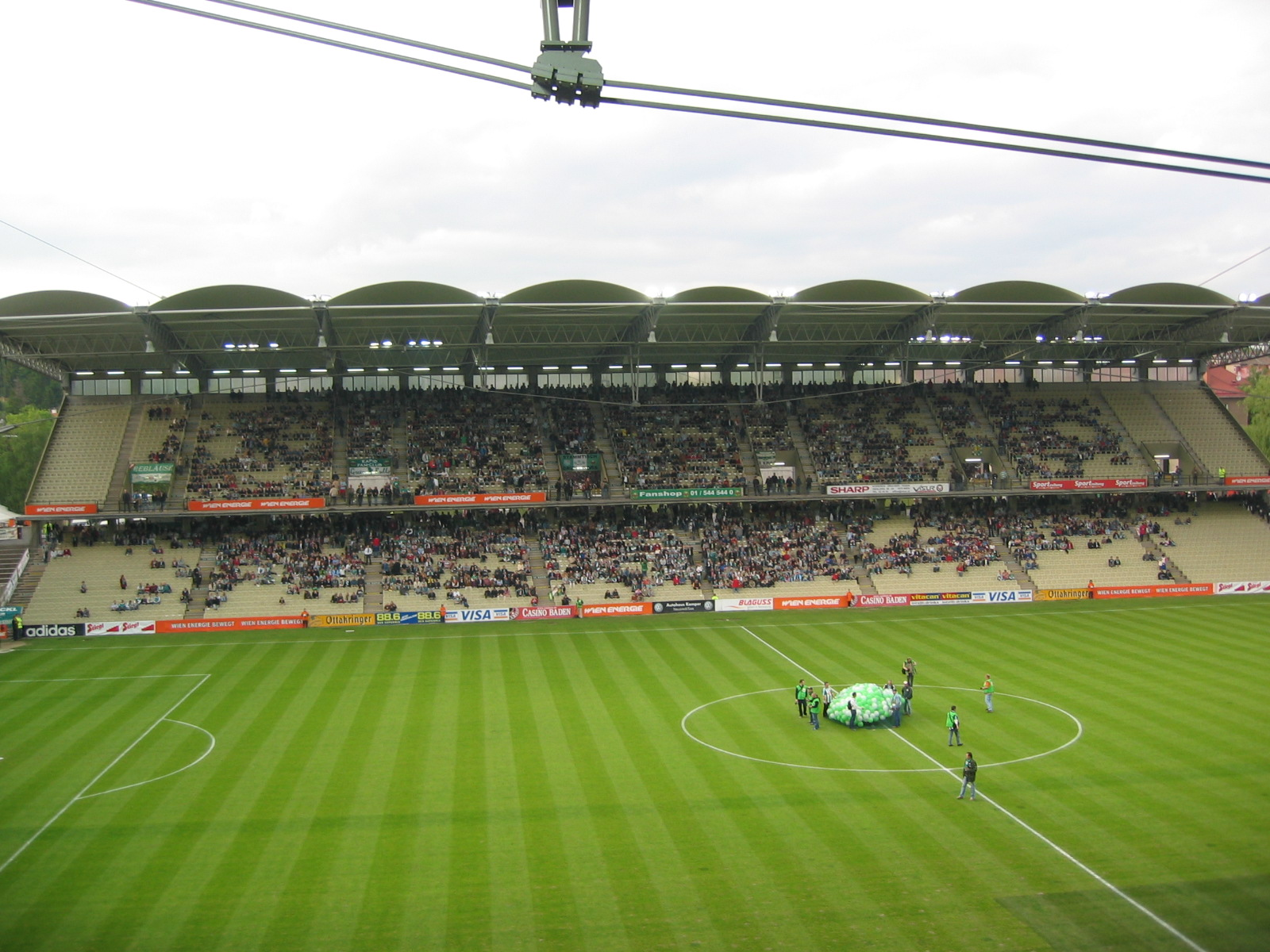
Північна трибуна
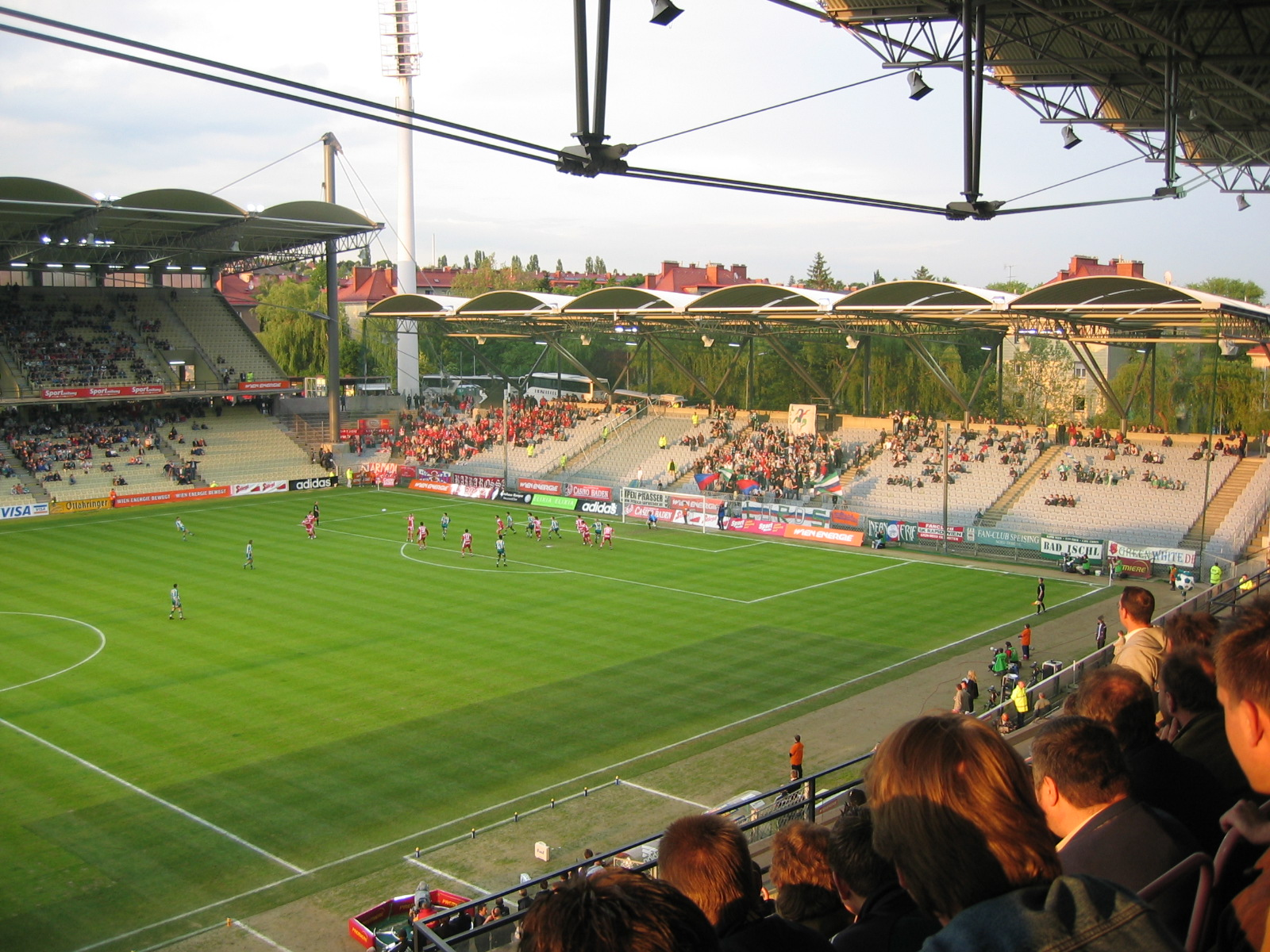
Східна трибуна
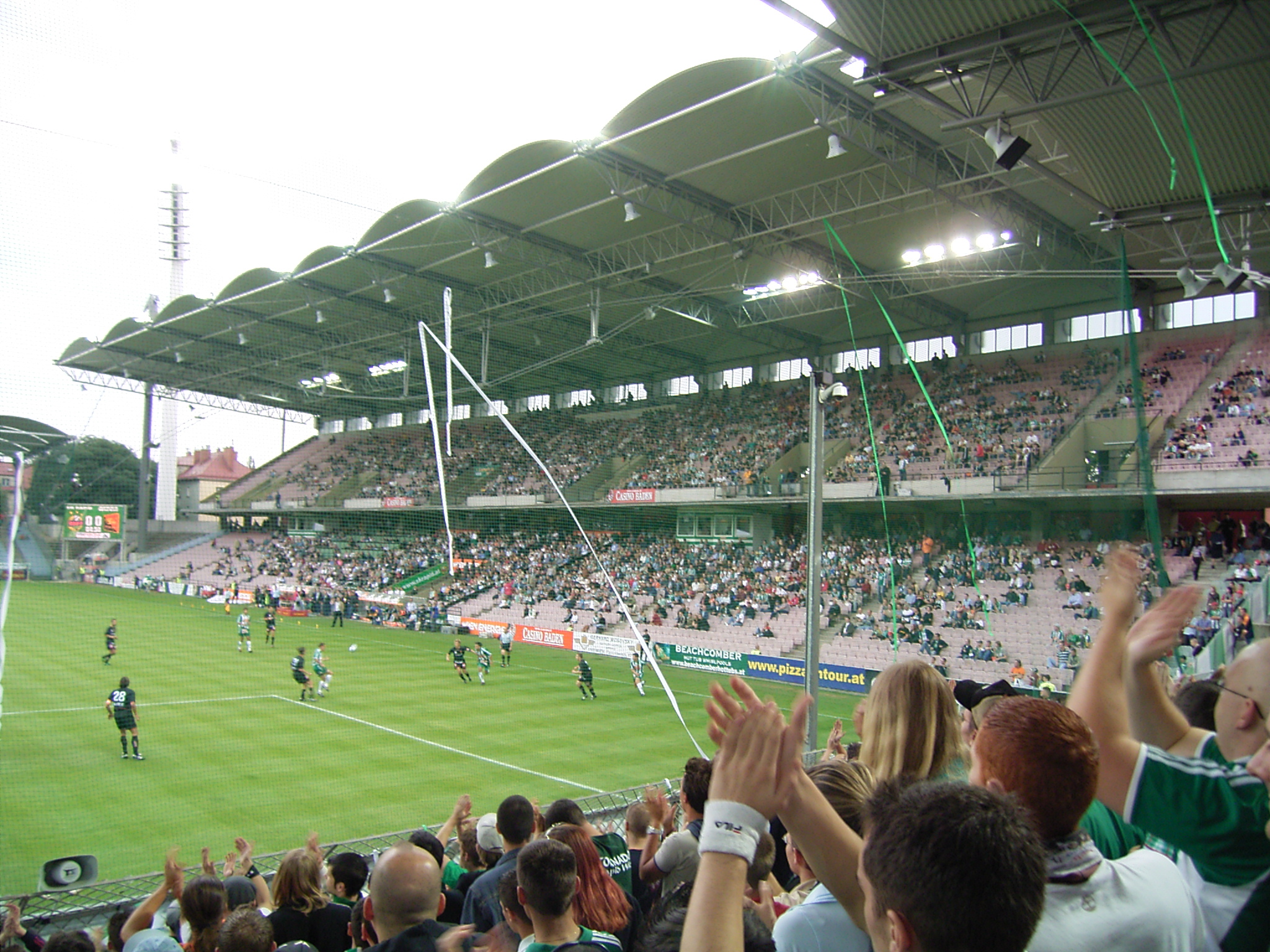
Південна трибуна